# Uberto Benvoglienti
Uberto Benvoglienti (Siena, 3 ottobre 1668 – Siena, 23 febbraio 1733) è stato uno storico italiano.

## Biografia
Erudito senese vissuto tra XVII e XVIII secolo, si occupò di storia locale soprattutto relativa al periodo medievale e collaborò attivamente alle ricerche di eruditi, storici e letterati italiani (tra i quali Ludovico Antonio Muratori) ed europei. La sua numerosa produzione di studi e ricerche giace inedita presso la Biblioteca Comunale degli Intronati di Siena, così come il suo vasto epistolario che vede figurare tra i corrispondenti i protagonisti italiani ed europei della Republique des Lettres di inizio Settecento.

## Carteggi
- Il carteggio con il Ludovico Antonio Muratori è contenuto nella Edizione Nazionale del carteggio Muratori, “Carteggi con Bentivoglio .... Bertacchini“, a cura di Anna Burlini Calapaj, Firenze, Olschki, 1983.

### Carteggio di Uberto Benvoglienti con Anton Francesco Gori
Il carteggio di Uberto Benvoglienti con Anton Francesco Gori rappresenta solo uno degli scambi epistolari intrattenuti dall'erudito senese con numerosi corrispondenti italiani ed europei. 
Un dettagliato profilo bio-bibliografico di Uberto Benvoglienti (Siena 3 ottobre 1668 - Siena 23 febbraio 1733) è stato curato da Armando Petrucci nella relativa voce del Dizionario Biografico degli Italiani, vol. 8, Roma, 1966, pp. 705-709 (d'ora innanzi D.B.I.). Molto più ampia e articolata la bibliografia su Anton Francesco Gori (Firenze 9 dicembre 1691 – Firenze 21 gennaio 1757), della quale si segnalano, oltre alla omonima voce curata da Fabrizio Vannini in D.B.I., vol. 58, Roma, 2002, pp. 25-28, alcuni contributi attinenti al suo epistolario: Monica Maria Angeli, I manoscritti di Anton Francesco Gori nella Biblioteca Marucelliana di Firenze in La scoperta degli Etruschi: quaderno di documentazione, a cura di Mauro Cristofani, Roma, Istituto della Enciclopedia Italiana, 1992, pp. 152-158; Il carteggio di Anton Francesco Gori, introduzione di Mauro Cristofani, repertorio a cura di Liuba Giuliani, Roma, CNR, 1987; L'epistolario di Anton Francesco Gori. Saggi critici, antologia delle lettere e indice dei mittenti, a cura di Cristina De Benedictis, Maria Grazia Marzi, Firenze, Firenze University Press, 2004.
Il numero dei corrispondenti, tra i quali alcuni protagonisti della Republique des Lettres [Tra questi spiccano i nomi di Bernard de Montfaucon, di Philipp von Stosch, di Richard Rawlinson, di Ludovico Antonio Muratori, Scipione Maffei, Apostolo Zeno, Giusto Fontanini; tra i corrispondenti toscani si segnalano i nomi di Anton Maria e Salvino Salvini, Filippo Buonarroti, Anton Francesco Marmi, oltre ai nomi degli amici senesi Girolamo Gigli, Jacopo Angelo Nelli, Lodovico Sergardi, la varietà dei temi trattati e la qualità delle argomentazioni offerte fanno del carteggio del Benvoglienti, finora poco studiato nella sua complessità, una preziosa testimonianza della cultura toscana tra la fine del XVII e l'inizio del XVIII secolo.

Il carteggio con Anton Francesco Gori risulta esemplare non tanto per le considerazioni particolarmente erudite che vi si trovano contenute, quanto per il fatto di documentare le fasi preparatorie della edizione di antiche iscrizioni epigrafiche romane presenti in Toscana pubblicate dal Gori tra il 1727 e il 1743 e per offrire, seppure di scorcio, un affresco dell'interesse per le antichità che all'epoca si andava diffondendo in Toscana anche grazie all'attività del Gori stesso.
Del resto il Gori – che, educato allo studio delle antichità dal celebre Anton Maria Salvini e sostenuto dal senatore Filippo Buonarroti, si dedicava in quel torno d'anni nella raccolta e indagine delle antiche iscrizioni romane – non poteva trovare a Siena nel Benvoglienti un referente e collaboratore migliore per le sue ricerche, essendo questi un profondo conoscitore della realtà locale e rinomato ormai in tutta Italia per la sua fama di erudito di alta levatura.
Del carteggio rimangono solo ventotto lettere che si distendono per un arco cronologico di sei anni: dal 27 luglio 1723 al 26 aprile 1729. La prima testimonianza conservatasi della corrispondenza tra i due eruditi è la copia di una lettera inviata dal Gori nell'estate del 1723 (vedi lettera numero 1). A questa ne fanno seguito altre tredici nel corso dell'anno seguente (lettere dalla 2 alla 14). Sono quattro le lettere del 1725 (dalla 15 alla 18) e di pari numero quelle del 1727 (dalla 19 alla 22). Tre sole lettere rimangono del 1728 (23-25). Come pure tre sono quelle del 1729 (26-28). Una lacuna percorre tutto il 1726 non essendo reperibile alcuna lettera di quell'anno.
Sono di mano del Benvoglienti tredici lettere: otto originali sono tutte conservate alla Biblioteca Marucelliana di Firenze; sei minute si trovano presso la Biblioteca Comunale degli Intronati di Siena. Al Gori appartengono le restanti sedici: una copia è alla Biblioteca Marucelliana; quindici originali sono tutte conservate alla Biblioteca Comunale degli Intronati. Dell'intero complesso delle lettere, ordinato cronologicamente, viene fornita la trascrizione.
Le minute del Benvoglienti delle quali non si è conservata l'originale inviata al Gori riportano il nome del destinatario nell'indirizzo di saluto iniziale. Unica eccezione è la minuta del 24 gennaio 1725 per la quale l'appartenenza al carteggio si fonda sul suo contenuto in relazione alle altre missive di quell'anno. Nella minuta, infatti, si avvisa dell'invio di circa ventotto trascrizioni di iscrizioni antiche e si forniscono ulteriori chiarimenti in merito ad esse; della loro ricezione informa il Gori nella sua responsiva del 10 marzo 1725. 
Il carteggio si componeva di un numero maggiore di lettere rispetto a quelle conservatesi, essendo possibile rilevare dalla corrispondenza stessa che alcune epistole sono andate disperse. Infatti nella missiva del 6 gennaio 1724 il Benvoglienti ne menziona due precedenti del Gori ricevute l'una durante il suo soggiorno «in villa», l'altra a Siena contenente gli auguri per il Natale 1723. Nella lettera del 25 agosto 1724 ancora il Benvoglienti accenna ad una lettera da lui inviata contenente le trascrizioni delle iscrizioni «tali quali l'ho ritrovate ne miei libri». Dalla lettera del Gori del 4 dicembre 1725 si apprende che aveva ricevuto almeno una lettera dal Benvoglienti precedente al mese di novembre, alla cui data avrebbe dovuto far pervenire un'iscrizione dedicata alle Ninfe. Rimane il silenzio per tutto il 1726. È probabile comunque che la comunicazione tra i due si sia diradata in quell'anno anche a causa degli impegni del Gori nel dare alle stampe la prima parte delle Inscriptiones. Non è forse per caso, infatti, che la corrispondenza riprenda con la lettera del Gori datata 6 giugno 1727 nella quale comunica al Benvoglienti il desiderio di inviargli una copia delle Inscriptiones, finalmente pubblicate, «avendogliela destinata in dono». Di un'altra lettera del Benvoglienti del gennaio o febbraio 1729 riferisce il Gori nella sua del 2 marzo di quell'anno. 
Alcune lettere del Benvoglienti sono state recentemente edite in formato elettronico. Il database on-line denominato Epistolario di Anton Francesco Gori, ideato da Clara Gambaro e pubblicato dalla Firenze University Press, rende accessibile, tra l'altro, la consultazione delle trascrizioni di numerose lettere del carteggio di Anton Francesco Gori conservato presso la Biblioteca Marucelliana. L'opera di trascrizione è stata curata da Cristina De Benedictis e da Maria Grazia Marzi nell'ambito di un progetto di ricerca che ha coinvolto il Dipartimento di Storia delle Arti e dello Spettacolo e il Dipartimento di Scienze dell'antichità “G. Pasquali” dell'Università degli Studi di Firenze. Per quanto riguarda il carteggio con Uberto Benvoglienti il database presenta un quadro molto parziale poiché sono pubblicate le trascrizioni solo di tre delle otto lettere manoscritte del Benvoglienti conservate tra le carte del Gori. Inoltre i testi sono scorretti in numerosi punti presentando clamorosi fraintendimenti di lettura. A ciò intende anche sopperire la presente edizione nel riportare con fedeltà il dettato dei testi originali.
Non potendo dar conto di tutte le tematiche e le materie trattate nel carteggio, è possibile, in questa sede, accennare all'argomento che emerge come più ricorrente. Interesse principale delle comunicazioni tra i due eruditi risultano essere le iscrizioni romane presenti presso le collezioni private di nobili signori senesi di cui il Benvoglienti fornisce notizie e trascrizioni. Il Gori farà tesoro delle informazioni inviate da Siena e le utilizzerà ampiamente nella stesura della seconda parte delle sue Inscriptiones, pubblicata nel 1734. Il Gori, infatti, dopo aver dato alla luce nel 1727 una prima parte di iscrizioni presenti in Firenze, aveva continuato a raccogliere documenti per pubblicare quelle conservate nelle altre città della Toscana. Il numero e la qualità delle iscrizioni romane fornite dal Benvoglienti furono utilissime per dar corpo al capitolo delle Inscriptiones dedicato a Siena. Il Benvoglienti, tuttavia, non fece in tempo a vedere conclusa questa ulteriore fatica del Gori, poiché pubblicata un anno dopo la sua morte avvenuta il 23 febbraio 1733. Nell'introduzione alla Pars secunda, nel ricordare i corrispondenti e i collaboratori toscani, il Gori così tesse gli elogi dell'amico senese: «Senenses inscriptiones [...] mecum humanissime communicavit vir nobilissimus Ubertus Benvoglientius, de patria gloria, ac splendore, deque litteraria republica optime meritus, qui nuper summo civium moerore fato functus est»; rimanendo in ciò fedele a quanto promesso in una sua lettera del 1724: «Viverò sempre ricolmo di somma gratitudine, e di ossequio alla incomparabile gentilezza di V. S. illustrissima colla quale si degna di favorire, e di promovere gli studi più cari d'un suo umilissimo servitore; né tralascerò di pubblicarla a tutto il mondo letterario quando si porranno alla luce tutte l'inscrizioni, che si ritrovano nello Stato di Siena da lei raccolte e descritte con tutta fedeltà, ed esattezza». E la stima per il Benvoglienti non viene meno neppure nella corrispondenza con terzi. A Giovanni Antonio Pecci (Siena 1693 – Ivi 1768), che sarà dal 1733 in poi il principale referente da Siena per le sue ricerche sulle antichità etrusche di quella città, così esprime il cordoglio per la recente scomparsa del Benvoglienti: «Non ricerco da V. S. illustrissima né pure le inscrizioni antiche romane, che già io ho stampate, le quali ebbi dal signore Uberto Benvoglienti di onorabile ricordanza; la morte del qual letterato insigne, mio buon padrone, ed amico, sarà da me sempre compianta». 
Il Benvoglienti era stato tra i primi a congratularsi con il Gori, già dal 1724, del progetto della raccolta di antiche iscrizioni, definendola «necessaria», secondo quanto andava affermando nello stesso tempo Scipione Maffei. E nell'intento di «giovare al pubblico» si attivava concretamente per procurare quanto richiesto dal Gori, sia facendo copiare le iscrizioni dagli originali e collezionando le trascrizioni con essi, sia ricercando tra i manoscritti quante fossero inedite. Questa attività è testimoniata in particolare dall'invio di cinque trascrizioni di epigrafi conservate presso il «signor Adriano Sani» e di circa una ventina possedute dalla famiglia Bandini. Annunciate già nel giugno 1724 e copiate in settembre vengono inviate al Gori nel gennaio del nuovo anno ventotto trascrizioni di lapidi romane. Di undici di queste il Gori chiede di verificare l'esattezza della trascrizione ricevendo dal Benvoglienti puntuali chiarimenti. Come accennato sopra, queste trascrizioni costituiranno una parte rilevante del capitolo delle Inscriptiones. Pars Secunda dedicate alle iscrizioni presenti in territorio senese: saranno, infatti, pubblicate sia le cinque di proprietà di Adriano Sani sia le ventidue tratte da «casa Bandini». A corredo delle iscrizioni il Gori ha aggiunto interamente le informazioni relative alla loro provenienza che aveva fornito proprio il Benvoglienti. Riguardo a quelle dei Bandini – per fornire un solo esempio – riporta a p. 67 delle Inscriptiones. Pars Secunda quanto scritto dal Benvoglienti il 24 gennaio 1725: «Sequentes inscriptos lapides Romae congestos a nobili viro Francisco Bandino, sua impensa Senas asportari fecit Dionysius Marescottius, vir Equestris ordinis, patricius Senensis; quo mortuo in antiquariam suppellectilem venere d. Benedicti Bandinelli, canonici Senensis». Ugualmente altre informazioni sono riportate quasi letteralmente, come quelle relative ai dati biografici dello storico senese Sigismondo Tizio della cui opera manoscritta, su segnalazione dello stesso Benvoglienti, cita ampi brani: «Sigismundus Titius, e Castilione Aretino oriundus, sed civis Senensis [...]. Titius Senas migravit paullo post annum 1480 vivebatque anno 1530». 
La corrispondenza si interrompe nel 1729. All'inizio di aprile di quell'anno il Gori veniva informato dal Benvoglienti del ritrovamento a Portoferraio di un'iscrizione romana e ne riceveva copia della trascrizione. Il giorno 26 dello stesso mese rispondeva chiedendo di far controllare l'esatta trascrizione del testo, ringraziando «della memoria che conserva di me». Pur non essendosi conservata alcuna risposta del Benvoglienti è possibile documentare il suo effettivo interessamento alla richiesta del Gori sulla base di una lettera ricevuta da Portoferraio il 24 maggio, nella quale un corrispondente locale confermava il testo della trascrizione inviata in precedenza. È sembrato interessante riportare in Appendice sia la lettera indirizzata al Benvoglienti con la comunicazione del fortuito ritrovamento, sia la lettera contenente i chiarimenti sul testo dell'epigrafe così come richiesti dal Gori stesso.

## Elenco cronologico delle lettere
| N. | Data*                      | Destinatario | Tipo** | Segnatura                       |
| -- | -------------------------- | ------------ | ------ | ------------------------------- |
| 1  | 17 luglio 1723, Firenze    | Benvoglienti | C      | BMF, Ms. A.CXCIX.I, cc. 35r-36r |
| 2  | 6 gennaio 1724, Siena      | Gori         | O      | BMF, Ms. B.VII.4, cc. 452r-453v |
| 3  | 8 gennaio 1724, Firenze    | Benvoglienti | O      | BCS, Ms. E.IX.5, cc. 118r-119v  |
| 4  | 3 febbraio 1724, Siena     | Gori         | O      | BMF, Ms. B.VII.4, c. 454r-v     |
| 5  | 8 febbraio 1724, Firenze   | Benvoglienti | O      | BCS, Ms. E.IX.5, cc. 121r-122v  |
| 6  | 31 maggio 1724, Firenze    | Benvoglienti | O      | BCS, MS. E.IX.5, c. 125r-126v   |
| 7  | 19 giugno 1724, Siena      | Gori         | M      | BCS, MS. E.IX.5, c. 109r        |
| 8  | 6 settembre 1724, Firenze  | Benvoglienti | O      | BCS, Ms. E.IX.5, c. 117r-v      |
| 9  | 8 settembre 1724, Siena    | Gori         | O      | BMF, Ms. B.VII.4, c. 456r-v     |
|    |                            |              | M      | BCS, Ms, E.IX.5, c 102r-v       |
| 10 | 20 settembre 1724, Firenze | Benvoglienti | O      | BCS, Ms. E.IX.5, cc. 123r-124r  |
| 11 | 25 settembre 1724, Siena   | Gori         | O      | BMF, Ms. B.VII.4, c 457r-v      |
|    |                            |              | M      | BCS, Ms. E.IX.5, c. 103r-v      |
| 12 | 27 settembre 1724, Firenze | Benvoglienti | O      | BCS, Ms. E.IX.5, cc. 127r-128v  |
| 13 | 12 ottobre 1724, Siena     | Gori         | O      | BMF, Ms. B.VII.4, c. 458r-v     |
|    |                            |              | M      | BCS, Ms. E.IX.5, c.108r-v       |
| 14 | 25 ottobre 1724, Firenze   | Benvoglienti | O      | BCS, Ms. E.IX.5, cc. 131r-132r  |
| 15 | 24 gennaio 1725, Siena     | Gori         | M      | BCS, Ms. E.IX.5, cc. 110r-111r  |
| 16 | 10 marzo 1725, Firenze     | Benvoglienti | O      | BCS, Ms. E.IX.5, cc. 133r-134v  |
| 17 | 25 agosto 1725, Siena      | Gori         | M      | BCS, Ms. E.IX.5, c. 135r-v      |
| 18 | 4 dicembre 1725, Firenze   | Benvoglienti | O      | BCS, Ms. E.IX.22, c. 84r-v      |
| 19 | 6 giugno 1727, Firenze     | Benvoglienti | O      | BCS, Ms. E.VIII.3, p. 327       |
| 20 | 16 agosto 1727, Firenze    | Benvoglienti | O      | BCS, Ms. E.IX.22, c. 145r       |
| 21 | 26 settembre 1727, Siena   | Gori         | O      | BMF, Ms. B.VII.4, cc. 459r      |
| 22 | 30 settembre 1727, Firenze | Benvoglienti | O      | BCS, Ms. E.IX.22, c. 145r       |
| 23 | 12 ottobre 1728, Firenze   | Benvoglienti | O      | BCS, Ms. E.IX.22, cc. 89r-90r   |
| 24 | 17 novembre 1728, Siena    | Gori         | M      | BCS, Ms. E.IX.22, c. 151r-v     |
| 25 | 13 dicembre 1728, Siena    | Gori         | O      | BMF, Ms. B.VII.4, c. 464r-v     |
| 26 | 2 marzo 1729, Firenze      | Benvoglienti | O      | BCS, Ms. E.IX.22, c.120r-v      |
| 27 | 4 aprile 1729, Siena       | Gori         | O      | BMF, Ms. B.VII.4, c. 465r       |
| 28 | 26 aprile 1729, Firenze    | Benvoglienti | O      | BCS, Ms. E.IX.22, cc. 93r-94r   |